# Довгозубий вуж в'єтнамський
Довгозу́бий вуж в'єтна́мський (Rhabdophis subminiatus) — отруйна змія з роду Довгозубі вужі родини Вужеві. Має 2 підвиди. Інша назва — «червоношийний вуж».

## Опис
Загальна довжина коливається від 70 см до 1,3 м. Голова велика, відмежована від тулуба шийним перехопленням. Зіниця ока кругла. Верхньощелепна кістка має 2 загнутих назад великих зуба, відокремлених від інших дрібніших зубів беззубим проміжком. Зуби на нижньощелепній кістці рівного розміру. Тулуб циліндричний, хвіст середньої довжини. Луска кілевата. Характерною особливістю забарвлення є темно-червона витягнута пляма позаду голови. Колір спини у передній частині тулуба жовтуватий, у задній — червоно-коричневий.

## Спосіб життя
Полюбляє первинні ліси, гірські місцини, агроландшафти, сади. Зустрічається на висоті до 1200 м над рівнем моря. Харчується ящірками, гризунами. Отрута може становити небезпеку для людини, відомі смертельні випадки.
Це яйцекладна змія. Самка відкладає до 14 яєць.

## Розповсюдження
Мешкає у В'єтнамі, Камбоджі, Лаосі, Таїланді, М'янмі, Індонезії, Бутані, Бангладеш, Непалі, на заході Малайзії, в деяких районах Індії та Китаю.

## Підвиди
- Rhabdophis subminiatus helleri
- Rhabdophis subminiatus subminiatus